# 佐藤克英
佐藤 克英（さとう かつひで）は、日本の国土交通技官。八代市副市長や、国土交通省水資源部長、内閣官房内閣審議官兼水循環政策本部事務局長等を経て、国土交通省東北地方整備局長。

## 人物・経歴
北海道出身。1985年北海道大学工学部土木工学科卒業、建設省入省。四国地方建設局企画課長、通商産業省製造産業局非鉄金属課課長補佐、建設省大臣官房技術調査室課長補佐、国土交通省河川局防災課災害対策室企画専門官等を経て、2005年北陸地方整備局河川調査官。2006年から八代市助役や、八代市副市長を務め、荒瀬ダム撤去対策検討会議委員にも就任した。2009年ダム水源地環境整備センター研究第一部長。
東北地方整備局北上川下流河川事務所長等を経て、2014年内閣官房副長官補付内閣参事官。2016年九州地方整備局河川部長。2017年国土交通省水管理・国土保全局防災課長。2018年国土交通省水管理・国土保全局水資源部長兼内閣官房副長官補付内閣審議官、内閣官房水循環政策本部事務局長。2019年7月9日から東北地方整備局長を務め、東日本大震災からの復興などにあたった。2020年7月21日大臣官房付・即日辞職。同年11月日本建設情報総合センター審議役。2021年足立敏之後援会参与。2022年9月一般財団法人国土技術研究センター（JICE）、2023年3月同センター業務執行理事。